# Liste des monuments historiques de Brive-la-Gaillarde
Ce tableau présente la liste de tous les monuments historiques classés ou inscrits dans la ville de Brive-la-Gaillarde, Corrèze, en France.

## Liste
| Monument                                                                                            | Adresse                                            | Coordonnées                      | Notice         | Protection     | Date      | Illustration                                                                                     |
| --------------------------------------------------------------------------------------------------- | -------------------------------------------------- | -------------------------------- | -------------- | -------------- | --------- | ------------------------------------------------------------------------------------------------ |
| Chapelle Saint-Libéral                                                                              | rue de Corrèze                                     | 45° 09′ 37″ nord, 1° 31′ 57″ est | « PA00099688 » | Inscrit        | 1971      | Chapelle Saint-Libéral                                                                           |
| Château d'eau                                                                                       | Avenue du 14-Juillet                               | 45° 09′ 43″ nord, 1° 32′ 02″ est | « PA00099689 » | Inscrit        | 1984      | Château d'eau                                                                                    |
| Château de Puymèges                                                                                 | Puymèges-Haut                                      | 45° 07′ 14″ nord, 1° 28′ 13″ est | « PA00099966 » | Inscrit        | 1990      | Image manquante Téléverser                                                                       |
| Cinéma Rex                                                                                          | 3 boulevard Général-Koenig                         | 45° 09′ 28″ nord, 1° 31′ 47″ est | « PA19000018 » | Inscrit        | 2005      | Cinéma Rex                                                                                       |
| Collégiale Saint-Martin                                                                             | place Charles-de-Gaulle                            | 45° 09′ 31″ nord, 1° 31′ 58″ est | « PA00099691 » | Classé         | 1862      | Collégiale Saint-Martin                                                                          |
| Hôtel Desbruslys Hôtel d'Enval                                                                      | 7 rue Blaise-Raynal                                | 45° 09′ 31″ nord, 1° 32′ 06″ est | « PA00099692 » | Inscrit        | 1964      | Hôtel Desbruslys Hôtel d'Enval                                                                   |
| Hôtel de Jumilhac                                                                                   | 24 Rue Majour                                      | 45° 09′ 33″ nord, 1° 31′ 57″ est | « PA19000017 » | Inscrit        | 2004      | Hôtel de Jumilhac                                                                                |
| Hôtel Salès de Marqueyssac                                                                          | 6 rue Blaise-Raynal                                | 45° 09′ 31″ nord, 1° 32′ 06″ est | « PA19000011 » | Inscrit        | 2001      | Hôtel Salès de Marqueyssac                                                                       |
| Hôtel de ville Ancien collège des Doctrinaires                                                      | place de l'hôtel-de-ville                          | 45° 09′ 34″ nord, 1° 32′ 03″ est | « PA00099690 » | Inscrit Classé | 1926 1943 | Hôtel de villeAncien collège des Doctrinaires                                                    |
| Maison Renaudie                                                                                     | 47 rue de la République                            | 45° 09′ 30″ nord, 1° 31′ 56″ est | « PA19000014 » | Inscrit        | 2002      | Maison Renaudie                                                                                  |
| Maison Leygonie                                                                                     | 13 rue de la Petite-Place rue Louis de Nussac      | 45° 09′ 33″ nord, 1° 32′ 03″ est | « PA00099693 » | Inscrit        | 1979      | Maison Leygonie                                                                                  |
| Hôtel de Quinhard de Maillard Maison des tours Saint-Martin                                         | 6 place Latreille (Krüger)                         | 45° 09′ 31″ nord, 1° 32′ 00″ est | « PA00099697 » | Inscrit        | 1926      | Hôtel de Quinhard de MaillardMaison des tours Saint-Martin                                       |
| Maison                                                                                              | 5 rue du Lieutenant-Colonel-Farro                  | 45° 09′ 29″ nord, 1° 31′ 59″ est | « PA00099698 » | Inscrit        | 1965      | Maison                                                                                           |
| Maison Grivel                                                                                       | 3 rue de la République                             | 45° 09′ 27″ nord, 1° 31′ 49″ est | « PA00099699 » | Inscrit        | 1958      | Maison Grivel                                                                                    |
| Maison Lalande                                                                                      | 10 rue de Corrèze                                  | 45° 09′ 38″ nord, 1° 31′ 57″ est | « PA00099696 » | Inscrit        | 1932      | Maison Lalande                                                                                   |
| Maison Maillard                                                                                     | 2-4 Rue Traversière place Charles-de-Gaulle        | 45° 09′ 31″ nord, 1° 31′ 57″ est | « PA00099700 » | Inscrit        | 1965      | Maison Maillard                                                                                  |
| Maison Cavaignac Ancien couvent des Clarisses Ancien musée Ernest-Rupin                             | 15 Rue du Docteur-Massénat                         | 45° 09′ 34″ nord, 1° 32′ 06″ est | « PA00099701 » | Inscrit        | 1927      | Maison CavaignacAncien couvent des ClarissesAncien musée Ernest-Rupin                            |
| Musée Labenche Hôtel Labenche puis petit séminaire actuellement musée municipal d'Art et d'Histoire | 26 bis boulevard Jules-Ferry rue Blaise-Raynal     | 45° 09′ 30″ nord, 1° 32′ 08″ est | « PA00099702 » | Classé         | 1886      | Musée LabencheHôtel Labenchepuis petit séminaireactuellement musée municipal d'Art et d'Histoire |
| Maison dite Tour des Échevins                                                                       | 28 rue des Échevins 2 rue Lieutenant-Colonel-Farro | 45° 09′ 30″ nord, 1° 31′ 58″ est | « PA00099694 » | Classé         | 1889      | Maison dite Tour des Échevins                                                                    |

## Monuments radiés
| Monument                   | Commune            | Adresse                 | Coordonnées                      | Notice         | Protection                                           | Date | Illustration               |
| -------------------------- | ------------------ | ----------------------- | -------------------------------- | -------------- | ---------------------------------------------------- | ---- | -------------------------- |
| Maison (porte Renaissance) | Brive-la-Gaillarde | 21 rue Charles-Teyssier | 45° 09′ 35″ nord, 1° 32′ 04″ est | « PA00099695 » | Inscription abrogée par arrêté du 27 septembre 2010. | 1932 | Maison (porte Renaissance) |